# 接火棒
接火棒，是香港股市的常用名詞，指股票價錢在短時間內突然上升，投資者急著高價買入該股票，結果股價不久便迅速滑落，立即導致賬面上的虧損。「火棒」就是形容當時非常高價的股票(可能是超越公司現實的股價)，接下來便損手。